# Ampasambazimba
Ampasambazimba est un village de la province de Majunga à 275 km au nord de Antananarivo.